# Lapita-Kultur
Lapita bezeichnet die erste ackerbautreibende und keramikführende Kultur (ab 1500 v. Chr.) Melanesiens und der polynesischen Inseln Samoa und Tonga. Die Kultur ist nach der eponymen Fundstelle von Lapita 13 auf der Foué-Halbinsel in Neukaledonien benannt, wo Edward W. Gifford 1952 Grabungen durchführte.

## Gebiet

Verbreitungsgebiet der Lapita-Kultur

Nach der letzten Eiszeit vor etwa 10.000 Jahren stieg der Meeresspiegel, mit der Folge, dass die Landverbindung zwischen Australien und Neuguinea unterbrochen wurde (siehe auch Sahul). Damit ging auch die kulturelle Verbindung zwischen den Menschen verloren und sie unterteilten sich in Aborigines und Papua.
Einige tausend Jahre später wanderten Menschen der austronesischen Sprachfamilie nach Neuguinea und weiter nach Melanesien ein. Der Verbreitungsschwerpunkt dieser Sprachfamilie liegt im Malaiischen Archipel, umfasst aber auch Madagaskar vor der afrikanischen Küste und eben Melanesien.
Das heute bekannte Verbreitungsgebiet der Lapita-Kultur schließt Neuguinea im Nordwesten, Neukaledonien im Süden und Samoa im Osten ein. In Australien konnten bis heute noch keine Spuren entdeckt werden. Bisher sind mehr als 100 Orte mit Artefakten bekannt.

### Fundort Bismarck-Archipel
Die frühesten Spuren der Lapita-Kultur sind auf dem Bismarck-Archipel zu finden und lassen sich auf die Zeit von 1500 bis 1300 v. Chr. datieren.

### Fundort Vanuatu

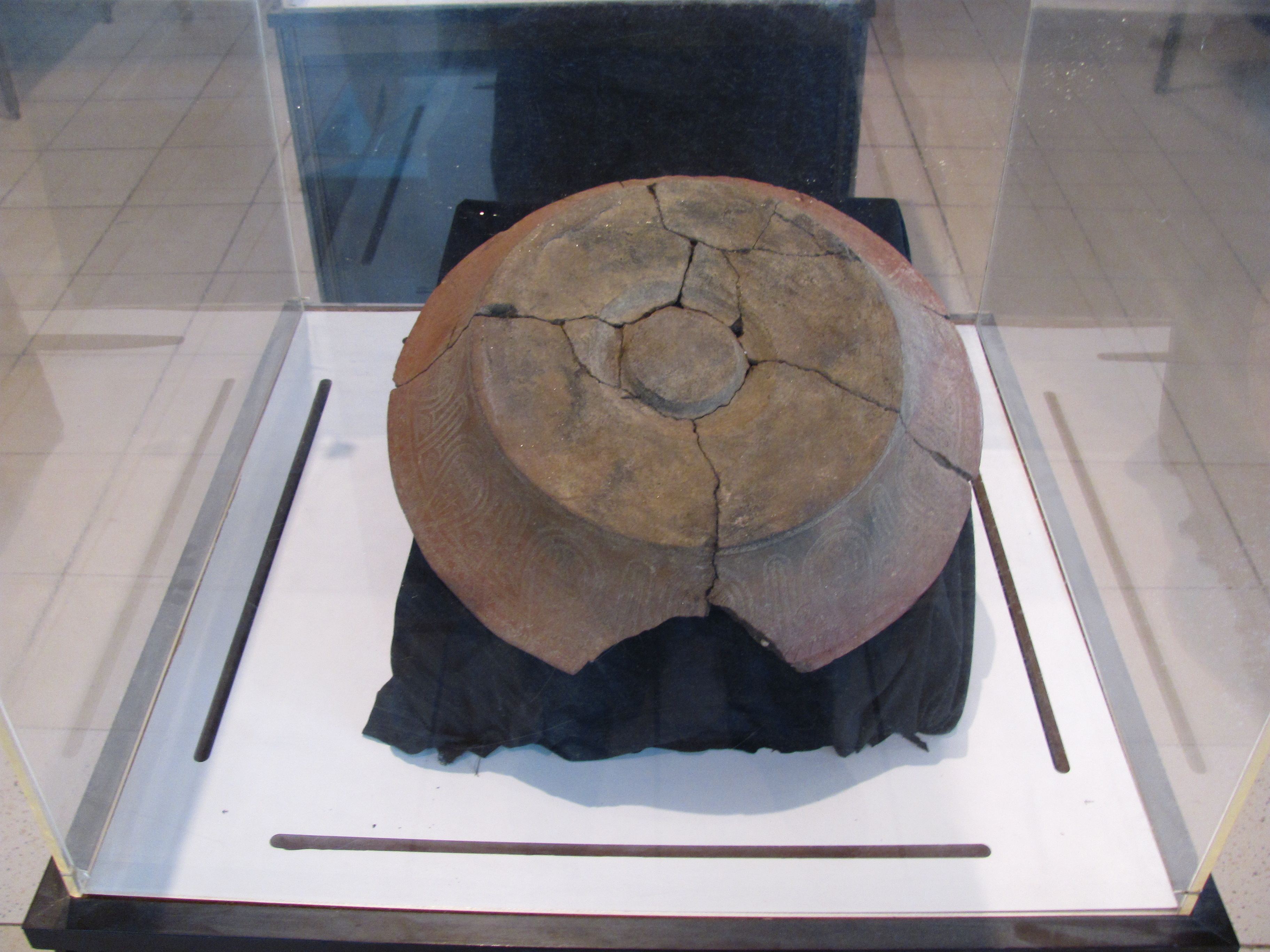
Lapitakeramik im Vanuatu Cultural Centre in Port Vila.

Am Strand Teouma östlich von Port Vila auf der Insel Efate des Inselstaates Vanuatu wurden im Herbst 2004 auf dem Lapita-Friedhof Teouma 25 Gräber mit drei Dutzend menschlicher Skelette zwischen Töpferware gefunden. Die Schädel fehlten entweder ganz oder waren verlagert. So waren drei Schädel auf der Brust eines kopflosen Mannes platziert. Die Keramik wird auf etwa 1200 v. Chr. datiert und macht den Fundplatz somit zu einem der ältesten der Region (vergleichbar mit dem Fund in den Sigatoka-Sanddünen auf Fidschi).
Die Forschungsarbeiten erfolgen an der University of Otago, die DNA-Analyse in Großbritannien.

### Fundort Neukaledonien
Der für die Erforschung der Lapita-Kultur wichtigste Fundort ist die Grabungsstelle Lapita 13 an der Westküste der Hauptinsel Grande Terre von Neukaledonien, wo die Erforschung der Lapita-Kultur begann. Damals wurden insgesamt 53 Stellen untersucht und 11 ausgegraben. Zuvor waren schon mehrmals Tonscherben mit den charakteristischen Mustern gefunden worden, aber diesmal konnten mit der Radiokohlenstoffdatierung Fundstücke auf 800 v. Chr. datiert werden.

## Besiedlung
Es gibt mehrere Theorien über den Ablauf der Besiedlung Ozeaniens und woher die Menschen stammen. Peter Bellwood etwa vermutet Formosa als Herkunftsort.
Eine weitere Theorie beruht auf der genetischen Untersuchung der Pazifischen Ratte. Da sie nicht gut schwimmen kann und sich nicht mit den von den Europäern mitgebrachten Ratten vermischt, soll anhand der genetischen Differenzen der mitochondrialen DNA der Tiere der Verlauf der Besiedlung Ozeaniens nachgezeichnet werden können.
Die Untersuchungen haben drei große Gruppen aufgezeigt. Die erste umfasst das Gebiet von Indonesien und den Philippinen, die zweite Neuguinea und die Salomonen und die dritte das Gebiet von Neukaledonien, Neuseeland und Polynesien. Damit zeigt sich, dass die Besiedlung Ozeaniens sich vermutlich in zwei Schritten vollzog, wobei der Ausgangspunkt beide Male in Indonesien im Gebiet der Insel Halmahera liegen könnte. Von dort aus erfolgte die Besiedlung der Inseln im Gebiet von Neuguinea. Der zweite Schritt, die Besiedlung der südlicher gelegenen Inseln und Polynesiens, zeigt sich als ein komplexer Vorgang. Bei dieser dritten Gruppe der pazifischen Ratte zeigt sich eine stärkere Ausdifferenzierung der mitochondrialen DNA. Die Autoren der Untersuchung erklären dies mit dem mehrmaligen Springen von einer unbewohnten Insel zur nächsten, ausgehend von Indonesien. Diese zweite Besiedlung Ozeaniens soll den Trägern der Lapita-Kultur zugeordnet werden können.
Die ersten menschlichen Spuren auf dem Bismarck-Archipel haben ein Alter von 35.000 Jahren und die auf den Salomonen von 29.000 Jahren. Auf den anderen Inseln sind es maximal 3500 Jahre.
Eine weitere Quelle, mit der die Ausbreitung der Lapita-Kultur nachgezeichnet wird, ist Keramik. Speziell die Verzierungen können als Hinweis auf kulturelle Verbindungen zwischen den weit entfernten Inseln dienen.
Aus den Funden konnten drei größere einheitliche Gebiete ermittelt werden: Der Ferne Westen mit dem Bismarck-Archipel, der Westen mit den Salomonen, Neukaledonien und Vanuatu und der Osten mit Fidschi, Tonga und Samoa. Es wird vermutet, dass die Gebiete nacheinander, von West nach Ost, besiedelt wurden und kein dauerhafter Kulturaustausch zwischen den voneinander weit entfernten Inseln bestand.
Eine alternative Theorie, die sich auf eine größere Anzahl von Funden stützt, sieht die Unterschiede in der Keramik nicht nur als eine Folge der großen räumlichen und damit auch kulturellen Entfernung im Südpazifik, sondern vorwiegend als eine zeitliche Entwicklung. Die frühesten Funde der Lapita-Kultur aus dem im Osten gelegenen Fidschi sind 2800 Jahre alt und damit  700 Jahre jünger als die ältesten Funde auf dem Bismarck-Archipel. Nach dieser Theorie hat es nach der Besiedelung einer neuen Insel einen kulturellen Austausch mit allen anderen Inseln gegeben und die unterschiedlichen Keramik-Varianten sind sowohl lokale Ausprägungen als auch Folge des kulturellen Wandels der gesamten Lapita-Kultur über die Jahrhunderte.

### Folgen für die Tierwelt
Auf der tongaischen Insel ’Eua, südöstlich von Tongatapu, grub der Biologe David Steadman 1989 Knochen von flugunfähigen und flugfähigen, heute ausgestorbenen Vögeln aus. Steadman stellt die These auf, dass die menschliche Besiedlung der ozeanischen Inseln zum Aussterben von bis zu 2000 Vogelarten führte. Diese Vögel gehörten vornehmlich zur Familie der Rallen- und Eisvögel. Heute existieren von den flugunfähigen Vögeln in der Inselwelt Ozeaniens nur noch die Guamralle (Gallirallus owstoni), der Mikronesische Eisvogel und auf Neuseeland einige Arten wie die Kiwis, der Südinseltakahe oder die Wekaralle sowie die auf Henderson (Pitcairninseln) endemische Hendersonralle. Steadman nimmt an, dass es außer einer einheimischen Ratte keine weiteren Säugetiere gab und die Vögel deshalb eine wichtige Nahrungsquelle der Träger der Lapita-Kultur und der ihnen folgenden Völker waren, die sie schließlich ausrotteten.

## Beschreibung
Kennzeichnend für die Lapita-Kultur ist die abdruckverzierte Keramik mit Muschelmagerung. Rohmaterialanalysen stützen die Vermutung, dass diese verzierten Töpfe auf den Fahrten zwischen den Inseln mitgenommen wurden.
Als Haustiere waren Hunde und Hühner bekannt, ziemlich sicher wurde auch die Pazifische Ratte (Rattus exulans) als Nahrungsquelle weiterverbreitet. Unter den kultivierten Pflanzen sind besonders Taro (Colocasia esculenta) und Dioscorea alata, eine Pflanze aus der Gattung Yams, die Kokospalme, Banane und Brotfrucht von Bedeutung.

## Polynesier
Es wird mehrheitlich angenommen, dass die Polynesier Nachfahren der Träger der Lapita-Kultur sind. Es gibt allerdings weitere Thesen, die als Vorfahren auch Mikronesier und sogar Indianer aus Nord- und Südamerika vermuten.